# Thu nhập và khả năng sinh sản

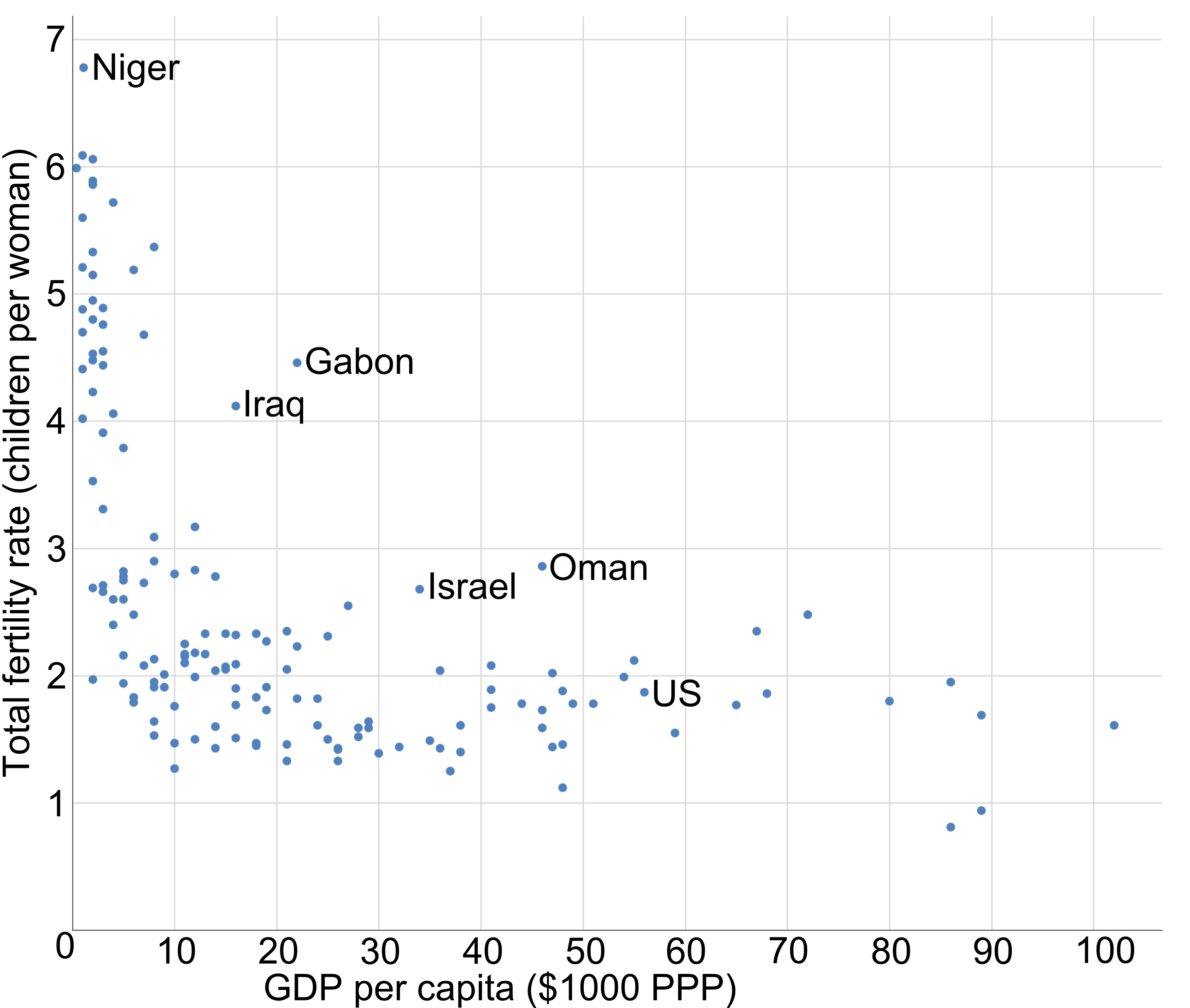
Biểu đồ Tổng tỷ suất sinh so với GDP (PPP) bình quân đầu người của quốc gia tương ứng, 2015.

Thu nhập và khả năng sinh sản là sự liên kết một mặt giữa lợi ích tiền bạc và xu hướng sinh con đẻ cái mặt khác. Nhìn chung có mối tương quan nghịch giữa thu nhập và tổng tỷ suất sinh trong và giữa các quốc gia. Trình độ học vấn và GDP bình quân đầu người của dân số chung, tiểu dân số hoặctầng lớp xã hội càng cao, thì trẻ em càng ít được sinh ra ở bất kỳ nước công nghiệp nào. Trong một hội nghị dân số của Liên Hợp Quốc năm 1974 tại Bucharest, Karan Singh, cựu bộ trưởng dân số Ấn Độ, đã minh họa xu hướng này bằng cách nêu rõ "Phát triển là biện pháp tránh thai tốt nhất".